# 美國革命

紅色區域是革命之前大英帝國的十三個殖民地，粉紅色區域為法印戰爭之後大英帝國主張的地區，橘色區域為西班牙主張的地區。

美國革命（英語：American Revolution）又稱美國独立革命，泛指北美十三殖民地脫離大英帝國，並創建美利堅合眾國的一連串事件與思潮。歷史學界普遍視1760年代的抗稅運動為美國革命的源頭，經歷美國獨立戰爭（1775-1783年），最後以美國制憲會議（1787年）結束。
美國革命的內涵有多種解讀方式，各個範疇的時間斷代也略有不同。比如美國革命的諸多主張，就受到歐洲17世紀的自由主義、啟蒙運動和宗教改革運動影響。革命在實現共和主義和聯邦主義上也經歷了相當長的過渡時期，通常以第四任總統詹姆斯·麥迪遜（1809-1817任內）和1812年戰爭為下限。革命也促進了社會經濟劇變，特別體現在各州之間的陸路聯繫大幅改善，出版傳播盛行，人口高速增長，西部擴張，以及南方農業和北方工業的躍進發展。
美國革命對後世影響深遠，其推崇的個人自由及共和主義思想，直接影響了法國大革命和拉丁美洲獨立戰爭，也時常被後來的殖民地獨立運動援引參考。至於革命主張的生而平等及自然權利也觸及奴隸制和美國種族主義矛盾，與之相關的爭議一直影響美國政治至今。

美國獨立宣言簽署的油畫。

## 起源

### 早期衝突（1651年—1748年）
英美之間的衝突最早可追朔到1651年的航海法案，這項法案禁止美洲殖民地與英格蘭以外的國家貿易。這項法案受到當時大量走私交易，所以在經濟上對殖民地衝擊有限，但在政治上商人開始感受到貿易逐漸受政策所干預。在菲利普國王戰爭期間，新英格蘭地區的居民並沒有接受母國任何的軍事支援，而是靠著一己之力戰勝對手，歷史學家認為，這個事件是殖民地地區的居民了解到自身有著獨特的向心力，而非倚靠母國的軍事庇護。
然而，國王查理二世決定更加收緊殖民地的貿易，甚至廢止了殖民地特許狀。詹姆士二世時期剝奪了大部分地區的特許權並建立了自治領，限制殖民地的種種政策，使得當地居民相當憤恨。隨著詹姆士二世離開倫敦，1689年新英格蘭自治領被取消，重新由殖民地政府所控制，並不再試圖建立自治領。
英國政府持續在各類商品譬如羊毛、帽子及糖蜜等課徵關稅。其中以1733年出台的糖蜜法案影響較大，因為糖蜜對新英格蘭地區是大宗出口商品，導致出現為數眾多的走私及賄賂行為。在軍事方面，在奧地利王位繼承戰爭中英美在新斯科舍地區戰鬥，動用了殖民地龐大的資源及人力佔領了路易斯堡堡壘，最後卻在條約中歸還給法國，引起殖民地不滿。
1760年代初期，大英帝國在北美洲掌控有大片土地。除了原本的十三個殖民地以外，七年戰爭的勝利也讓英國獲得了新法蘭西（加拿大魁北克）、西屬佛羅里達、以及密西西比河以東美國原住民的土地。而和法蘭西王國先前的印地安盟友之間的戰爭（龐蒂亞克戰爭），即使沒有征服，至少也平息了其西部的邊界。絕大部分的白種殖民者都將他們自己視為英王統治下的臣民，和居住在大不列顛島上的人擁有同樣的權利與義務。

### 稅賦課徵爭議（1760年—1766年）
勞倫斯·H·吉普森認為美國革命起源於1763年七年戰爭結束後：
美國革命真正的意義是英法七年戰爭結束之後的產物

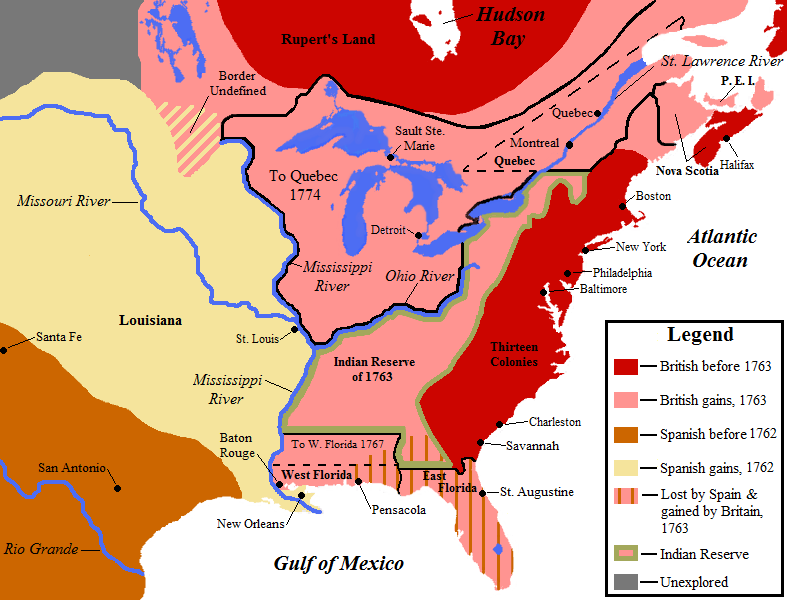
《1763年公告》後的英國新邊境

英國的國家財政在戰爭期間升高到警戒的程度，因此在1760年開始了一系列的經濟政策，用來向殖民地取得更多的財源。這些政策被認為是正當的，因為殖民地上的人享受了戰爭勝利而所帶來的成果。理論上，英國其實已經透過了《航海法案》在管理殖民地的經濟了，不過長久以來普遍的逃稅行為是被寬容的。現在藉由「協助令狀」（一種開放式的搜索許可證）的使用，公權力才被嚴格落實。1761年一位麻薩諸塞州的律師詹姆士·奧提斯抗議「協助令狀」侵犯了憲法所賦予殖民地居民的權利。他輸掉了這個案子，然而約翰·亞當斯之後寫道：「美國獨立就是在那個時候出生的。」
1764年，英國首相喬治·葛蘭維爾所頒布的《食糖法》和《貨幣法案》讓殖民地陷入了經濟困難。葛蘭維爾宣稱殖民地每年的關稅大約是一到二千英鎊，而為此英國政府卻要花費七到八千英鎊的行政費用。亞當斯密在國富論中寫道：「國會從來不曾要求殖民地繳交超過他們應繳納的稅捐。」但班傑明·富蘭克林於1766年在國會中作證表示：「殖民地已花費大量金錢及人力在維護英國政府的國家安全，在七年戰爭中付出超過25,000名士兵的代價來擊敗法軍；而英國政府自己全部投入的士兵僅25,000人，與陣亡的美洲士兵數量相同，以及不計其數的殖民地軍餉。」
為此抗議行動包括了英國商品的聯合抵制，而殖民地居民也認為只有他們自己的殖民地議會，而非英國國會可以向他們課稅，於是出現了一句流行的口號：「沒有代表權不能徵稅」。在最初的幾年，各個殖民地的抗爭比較是各地方的活動，而非整個殖民地的集體行動。不過葛蘭維爾的政策逐漸將他們集結起來。
英國政府於1765年通過印花稅法，這是第一個在美洲開徵的直接稅，這引起殖民地強烈的反彈。《印花稅法》要求所有殖民地的印刷品如法律文件、許可證、商業契約、報章、小冊子和紙牌等都要貼一分到五十元不等的印花稅。事實上該稅金負擔很小，居民並非抗議稅金本身而是殖民地在國會並沒有相應的議員。英國開徵此稅的原因是由於戰爭結束後，有將近1,500名軍官會被遣散而失去官職，而這些軍官當中有不少跟國會關係良好，並遊說國會在和平時期常駐這些軍隊。然而英國民眾不願意平時維護這些常備軍，因此國會決定將軍團駐紮在美洲殖民地，由該地政府來負責維持軍隊支出。
英國政府向來認為殖民公司隸屬於國會之下，所以向殖民地課徵稅賦不需經過殖民地同意的，且殖民地政府在國會雖沒有代表，但已擁有可以達意見的「類代表」。但律師小詹姆斯·奧蒂斯認為國會裡沒有任何一個人需要為殖民地地區負責，所以不存在任何有意義的代表。直至首相沃森-文特沃斯上台後決定於1766年廢止爭議的稅花法令，但同時通過宣告法令宣告法令(Declaratory Act)，表示國會對殖民地擁有絕對的立法權力。
為此殖民地的抗議行動蔓延開來。每個殖民地中都成立了被稱為「自由之子」的秘密結社，他們使用宣傳、恐嚇和群眾暴力來阻止《印花稅法》的實施。這場騷動在「印花稅法會議」中達到高潮，而該會議在1765年10月向英國國會遞送了一份正式抗議。英國國會撤銷了《印花稅法案》來作為回應，然而也意有所指地在1766年的《宣示法案》中聲明國會對殖民地擁有合法威權力，「無論是在何種事務上」。

### 衝突激化（1767年—1775年）
不久，在財政部部長查爾斯·湯森的組織下，1767年英國國會就通過了《湯森法案》，對一些進口到殖民地的日常用品徵稅，包括玻璃、油漆、鉛、紙和茶葉。湯森認為像印花稅這種直接稅會引起一般民眾的不滿，如果改以一般物資的關稅來間接課徵則較不會激起民怨。約翰·迪金森在散文《賓夕法尼亞農民的來信》表示國會對殖民地的任何一點稅收都是違憲的，無關乎直接或間接。殖民地領導人對這些英國進口商品發起聯合抵制，部分群眾及商人開始發動對英國商品的抵制，但效果有限，1769年來自英國的進口量下降了38%。一艘屬於殖民地商人約翰·漢考克的船隻自由號由於涉嫌走私，在1768年6月10日被波士頓的海關局查扣。忿怒的抗議行動讓波士頓海關局向倫敦報告說波士頓已經處於暴動狀態。
英國軍隊在1768年10月開始登陸波士頓。緊張情勢不斷升高，最後在1770年3月5日爆發了波士頓屠殺，英國士兵因為消費糾紛打傷了一個平民，遭群眾包圍挑釁，最後開槍打死了五個人。像山繆·亞當斯這些革命鼓舞者便利用這個事件來激起群眾反抗。那些士兵接受審判，無罪釋放，但這事被宣揚描述，很快用作宣傳助長殖民地反英情緒。這又導致英國與麻塞諸塞州關係急轉直下。
《唐森德法案》在1770年被撤銷，理論上殖民地進一步的血腥衝突是有可能避免的。然而，英國政府把《唐森德法案》中對茶葉的徵稅保留了下來，作為某種象徵性的政治宣示，表示英國還是有權利對其殖民地徵稅。對革命者來說，只有他們的殖民地代表可以對他們徵稅，在這個原則之下就算是一個稅也足以讓他們起而反抗。
1772年麻州總督及法官的薪資將從當地議會支付改為英國政府直接支付，這讓殖民地的權力結構產生變化。山繆·亞當斯開始組織通信委員會，做為殖民地的反英溝通平台，不久其他殖民地也開始效仿設立此委員會。據悉超過成員一共超過7000名，多由每個社區中的領導所組成，並且在獨立之後繼續擔任國家各部門的要職。
1773年5月英國通過茶稅法（Tea Act），目的是為了幫助東印度公司降低茶葉售價以增加市場競爭力好度過經營危機，英國政府同意東印度公司不需要再經過倫敦茶葉拍賣會便可直接運往美洲。法案通過後，雖然殖民地可以以較低的價格購買到茶葉，但讓殖民地感受到英國茶葉即將壟斷市場且仍需支付稅金給英國政府，導致各地出現阻止茶葉承銷商卸貨的行為，其中以12月的波士頓抗議最為激烈。
面對殖民地的抗議，1774年春天英國政府決定通過不可容忍法令來表達不妥協的立場，包含波士頓港口法、麻薩諸塞政府法、司法法、駐營法及魁北克法這些限制殖民地權利的措施。對此，麻州殖民地著手建立影子政權來取代現有政府，並組織民兵進行軍事對抗。1774年9月第一次大陸會議於費城舉行，賓州議員約瑟·加洛威試圖成立殖民地議會來通過具有約束力的法律，但最終沒有成功。而針對英國的不可容忍法令，大陸會議發表聯合聲明並呼籲各殖民地拒買英國的商品。

## 意識形態

### 哲學與政治思想
啟蒙運動提升了哲學思想的地位，並且開始用根據觀察和獨立理性思考而來的觀點，來取代那些傳統權威的觀點。科學革命帶來的成就開始對每個人的日常生活與觀念產生重大的影響。出版品和傳播速度的增加，讓思想相近的人可以在各種議題上面展開全新的交流與討論。洛克這些早期思想家的作品成為了像孟德斯鳩這些人的分析研究對象。一些美國開創者的自然神論以及他們認為合適的政府體系，都是來自於啟蒙運動中政教分離與關於自由的觀點。

### 宗教信仰潮流
美國的基督新教是先前的德意志宗教改革，以至於歐洲宗教改革的延伸。這股新的宗教潮流認為個人意識和經驗，才是宗教經驗中最有價值的地方，而不是教會所傳佈的資訊。這使得浸信會教派的觀點開始在殖民地中蔓延開來。這也是第一個對英國殖民地造成全面性影響的事件。